# Фінал кубка Англії з футболу 1879
Фінал кубка Англії з футболу 1879 — 8-й фінал найстарішого футбольного кубка у світі. Учасниками фіналу були «Клепем Роверз» і «Олд Ітоніанс». Володарем кубкового трофею став «Олд Ітоніанс».

## Шлях до фіналу
| «Олд Ітоніанс»     | «Олд Ітоніанс» | «Олд Ітоніанс»                              | Раунд           | «Клепем Роверз»       | «Клепем Роверз»   | «Клепем Роверз»   |
| ------------------ | -------------- | ------------------------------------------- | --------------- | --------------------- | ----------------- | ----------------- |
| Суперник           | Результат      | Матчі                                       |                 | Суперник              | Результат         | Матчі             |
| «Вондерерз»        | 7—2            | 7—2                                         | Перший раунд    | «Фінчлі»              | технічна перемога | технічна перемога |
| «Редінг»           | 1—0            | 1—0                                         | Другий раунд    | «Форест Скул»         | 10—1              | 10—1              |
| «Мінерва»          | 5—2            | 5—2                                         | Третій раунд    | «Кембридж Юніверсіті» | 1—0               | 1—0               |
| «Дарвен»           | 13—9           | 5—5, 2—2 (перегравання), 6—2 (перегравання) | Четвертий раунд | «Свіфтс»              | 8—1               | 8—1               |
| «Ноттінгем Форест» | 2—1            | 2—1                                         | Півфінал        | -                     | -                 | -                 |

## Матч
| 29 березня 1879 |

| Олд Ітоніанс | 1:0      | Клепем Роверз |
| ------------ | -------- | ------------- |
| Клерк 59'    | Протокол |               |

| Кеннінгтон Овал, Лондон Глядачів: 5 000 Арбітр: К.В.Алкок |

|  |  |

|    |  |                   |  |
|    |  |                   |  |
| В  |  | Джон Готрі        |  |
| З  |  | Едвард Крістіан   |  |
| З  |  | Ліндсей Бері      |  |
| ПЗ |  | Артур Кіннерд (к) |  |
| ПЗ |  | Едгар Лаббок      |  |
| ПЗ |  | Чарльз Клерк      |  |
| Н  |  | Норман Парес      |  |
| Н  |  | Гаррі Гудгарт     |  |
| Н  |  | Герберт Вітфелд   |  |
| Н  |  | Джон Шевальє      |  |
| Н  |  | Марк Б'юфой       |  |

|    |  |                    |  |
|    |  |                    |  |
| В  |  | Редж Беркетт       |  |
| З  |  | Роберт Огілві      |  |
| З  |  | Едгар Філд         |  |
| ПЗ |  | Норман Бейлі       |  |
| ПЗ |  | Джеймс Прінсеп     |  |
| ПЗ |  | Фредерік Роусон    |  |
| Н  |  | Артур Джон Стенлі  |  |
| Н  |  | Стенлі Скотт       |  |
| Н  |  | Герберт Бевінгтон  |  |
| Н  |  | Едвард Гроус       |  |
| Н  |  | Сесіл Кіт-Фалконер |  |